# Acevedo (Buenos Aires)
Acevedo es una localidad del partido de Pergamino, provincia de Buenos Aires, República Argentina.
Se ubica a la vera de la Ruta Nacional 188, a 23 km de la ciudad de Pergamino (cabecera de partido) y a escasos kilómetros del límite con la provincia de Santa Fe.
Aquí se realiza la reconocida “Fiesta Provincial de la Estaca” todos los años en el mes de febrero, recordando la fecha fundacional de su pueblo.

## Población
Cuenta con 1,499 habitantes (Indec, 2010), lo que representa un descenso del 3,8% frente a los 1558 habitantes (Indec, 2001) del censo anterior.
| Gráfica de evolución demográfica de Acevedo entre 1991 y 2010 |
|                                                               |
| Fuente: Censos nacionales del INDEC                           |

## Santa patrona
"Santa Teresa". Su Festividad se festeja el 15 de octubre.

## Entidades deportivas
- Club Atlético Deportivo Acevedo

## Parroquias de la Iglesia católica en Acevedo
| Diócesis  | San Nicolás de los Arroyos |
| --------- | -------------------------- |
| Parroquia | Santa Teresa de Jesús      |